# Mu'allaqat
Mu'allaqāt (arabiska: المعلقات, al-muʕallaqaːt) är en antologi med sju långa dikter (qasida) av de mest kända arabiska författarna från förislamisk tid. Den egentlige redaktören av denna antologi var den namnkunnige Hammād er-rāwija, ”berättaren” (död omkring 772). En annan version av samlingen innehåller tio dikter. Författarna till de sju dikterna är Imru' al-Qays, Tarafa ibn al-Abd, Zuhayr, Labid, Amr ibn Kulthum, Antarah ibn Shaddad och Harith ibn Hilliza. Sångerna har inga särskilda titlar, utan benämns blott efter sina författare, till exempel "Labids mu‘allaqa".
Dikterna representerar en avancerad muntlig tradition på Arabiska halvön och skrevs först ner på 700-talet. De följer komplicerade och konventionella metriska former och rimmönster. Också innehållsmässigt följer de fastslagna normer: en erotisk-nostalgisk inledning, en skildring av en resa i öknen och därefter ett huvudtema som kan vara panegyriskt, satiriskt eller elegiskt.
Diktsamlingen är en källa till kunskap om det gamla arabiska stamsamhällets livsföring och värderingar, och formmässigt har dikterna varit ett föredöme för den arabiska litteraturen ända in i vår tid. Av araberna räknas Mu'allaqāt till deras klassiska litteratur och har flitigt kommenterats.
Namnet Mu'allaqāt ("de upphängda") kommer enligt traditionen från att de bästa dikterna vid större dikttävlingar hängdes upp i Kaba i Mekka. Enligt en annan tolkning betyder Mu'allaqāt här "halsband", synonymt med ett annat vanligt arabiskt namn på samma samling, es-sumūt ("pärlhalsbanden").
Innehållet rör sig huvudsakligen kring fejder mellan arabiska stammar, författarens egna bedrifter därunder, beskrivningar på hans kamel och hans älskarinna och dylikt. Sångernas poetiska värde för oss överträffas vida av deras betydelse i rent språkligt hänseende. Av araberna själva räknas dikterna till deras klassiska litteratur och har flitigt kommenterats. Flera gånger har de i Europa givits ut var för sig. En god, med arabisk kommentar försedd upplaga av hela samlingen är Friedrich August Arnolds Septem mo’allakāt (1850). Helt eller delvis har Mu'allaqāt översatts till tyska av Rückert, Wolff, Nöldeke och andra.
Den arabiska texten har även jämte glossar och kortfattade förklaringar publicerats av Abel (Sammlung von wörterverzeichnissen als vorarbeiten zu einem wörterbuch der alten arabischen poesie, I, 1891) och jämte arabisk kommentar av Lyall (Tibrizi, a commentary on 10 ancient arabic poems, Calcutta 1891–93).